# Chogla
Chogla (hebrejsky חוגלה, doslova ,„Koroptev“, v oficiálním přepisu do angličtiny Hogla) je vesnice typu mošav v Izraeli, v Centrálním distriktu, v Oblastní radě Emek Chefer.

## Geografie
Leží v nadmořské výšce 19 metrů v hustě osídlené a zemědělsky intenzivně využívané pobřežní nížině respektive Šaronské planině. Jižně od vesnice protéká Nachal Alexander, do kterého tu ústí Nachal Omec.
Obec se nachází 6 kilometrů od břehu Středozemního moře, cca 38 kilometrů severoseverovýchodně od centra Tel Avivu, cca 47 kilometrů jižně od centra Haify a 5 kilometrů jihovýchodně od města Chadera. Obec Chogla obývají Židé, přičemž osídlení v tomto regionu je etnicky převážně židovské. Vesnice vytváří společně s okolními obcemi Ge'ulej Tejman, Bejt Chazon, Eljašiv, Kfar ha-Ro'e, Chibat Cijon, Ejn ha-Choreš, Cherev le-Et, Giv'at Chajim Me'uchad a Giv'at Chajim Ichud téměř souvislou aglomeraci zemědělských osad. Tento urbanistický celek je navíc na severu napojen na město Eljachin.
Chogla je na dopravní síť napojena pomocí místní silnice číslo 581 a dalších místních komunikací v rámci zdejší aglomerace zemědělských vesnic. Na západě tuto aglomeraci míjí dálnice číslo 4.

## Dějiny
Chogla byla založena v roce 1933. Pojmenována je podle biblické postavy Chogly - dcery Selofchada, jenž byl synem Chefera, zmiňované například v Knize Numeri 26,33 Zakladateli mošavu byla skupina židovských přistěhovalců z Polska, Ruska a Bulharska.
Před rokem 1949 měl mošav Chogla rozlohu katastrálního území 1061 dunamů (1,061 kilometru čtverečního). V současnosti dosahuje správní území vesnice cca 2000 dunamů (2 kilometry čtvereční). Místní ekonomika je založena na zemědělství.

## Demografie
Podle údajů z roku 2014 tvořili naprostou většinu obyvatel v Chogla Židé (včetně statistické kategorie "ostatní", která zahrnuje nearabské obyvatele židovského původu ale bez formální příslušnosti k židovskému náboženství).
Jde o menší sídlo vesnického typu s dlouhodobě výrazně rostoucí populací. K 31. prosinci 2014 zde žilo 838 lidí. Během roku 2014 populace stoupla o 1,0 %.
| Rok            | 1948 | 1961 | 1972 | 1983 | 1995 | 2001 | 2003 | 2004 | 2005 | 2006 | 2007 | 2008 | 2009 | 2010 | 2011 | 2012 | 2013 | 2014 |
| -------------- | ---- | ---- | ---- | ---- | ---- | ---- | ---- | ---- | ---- | ---- | ---- | ---- | ---- | ---- | ---- | ---- | ---- | ---- |
| Počet obyvatel | 219  | 195  | 197  | 247  | 271  | 312  | 444  | 487  | 546  | 574  | 614  | 637  | 756  | 752  | 788  | 792  | 830  | 838  |